# Боньи-сюр-Мёз
Боньи́-сюр-Мёз (фр. Bogny-sur-Meuse) — город и коммуна во Франции, находится в регионе Шампань — Арденны. Департамент коммуны — Арденны. Входит в состав кантона Монтерме. Округ коммуны — Шарлевиль-Мезьер.
Код INSEE коммуны — 08081.
Коммуна расположена приблизительно в 210 км к северо-востоку от Парижа, в 105 км севернее Шалон-ан-Шампани, в 10 км к северо-востоку от Шарлевиль-Мезьера.

## Население
Население коммуны на 2008 год составляло 5531 человек.
| 1962 | 1968 | 1975 | 1982 | 1990 | 1999 | 2008 |
| ---- | ---- | ---- | ---- | ---- | ---- | ---- |
| 3098 | 6715 | 6855 | 6261 | 5981 | 5838 | 5531 |

## Экономика
В 2007 году среди 3530 человек в трудоспособном возрасте (15—64 лет) 2343 были экономически активными, 1187 — неактивными (показатель активности — 66,4 %, в 1999 году было 66,6 %). Из 2343 активных работали 1906 человек (1132 мужчины и 774 женщины), безработных было 437 (205 мужчин и 232 женщины). Среди 1187 неактивных 293 человека были учениками или студентами, 312 — пенсионерами, 582 были неактивными по другим причинам.

## Достопримечательности
- Выставка минералов и окаменелостей.
- Музей металлургии Арденн[фр.][3].
- Руины средневековой крепости Шато-Рено.
- Коллегиальная церковь Сен-Виван-де-Бро[фр.]. Одна из старейших церквей в долине реки Мёз, построенная в эпоху Каролингов в IX веке. Исторический памятник с 1963 года.[4]
- Дом, известный как «Замок Маркаде»[фр.] (2-я пол. XIX века). Исторический памятник с 2000 года.[5]

## Фотогалерея

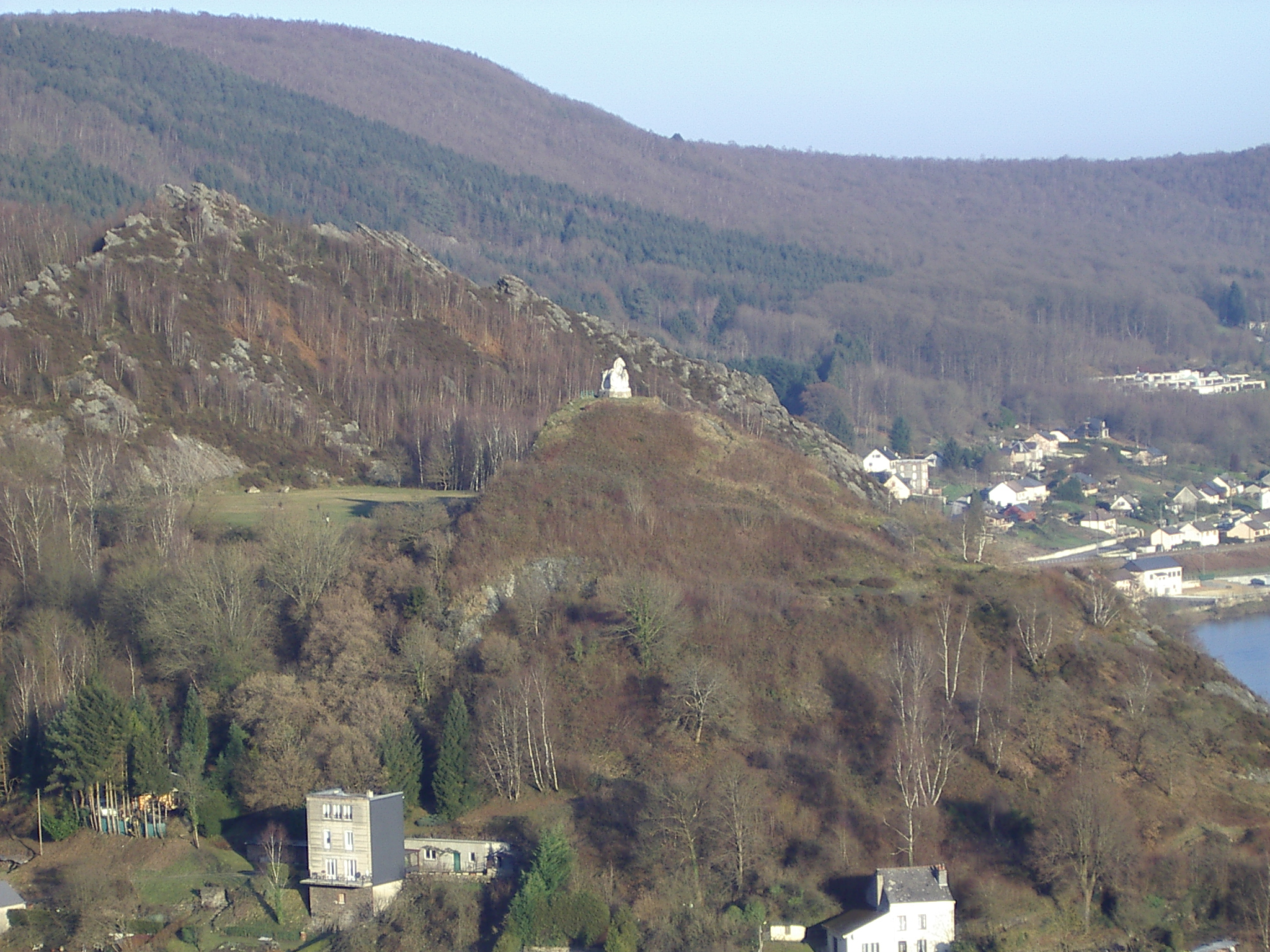
Боньи-сюр-Мёз
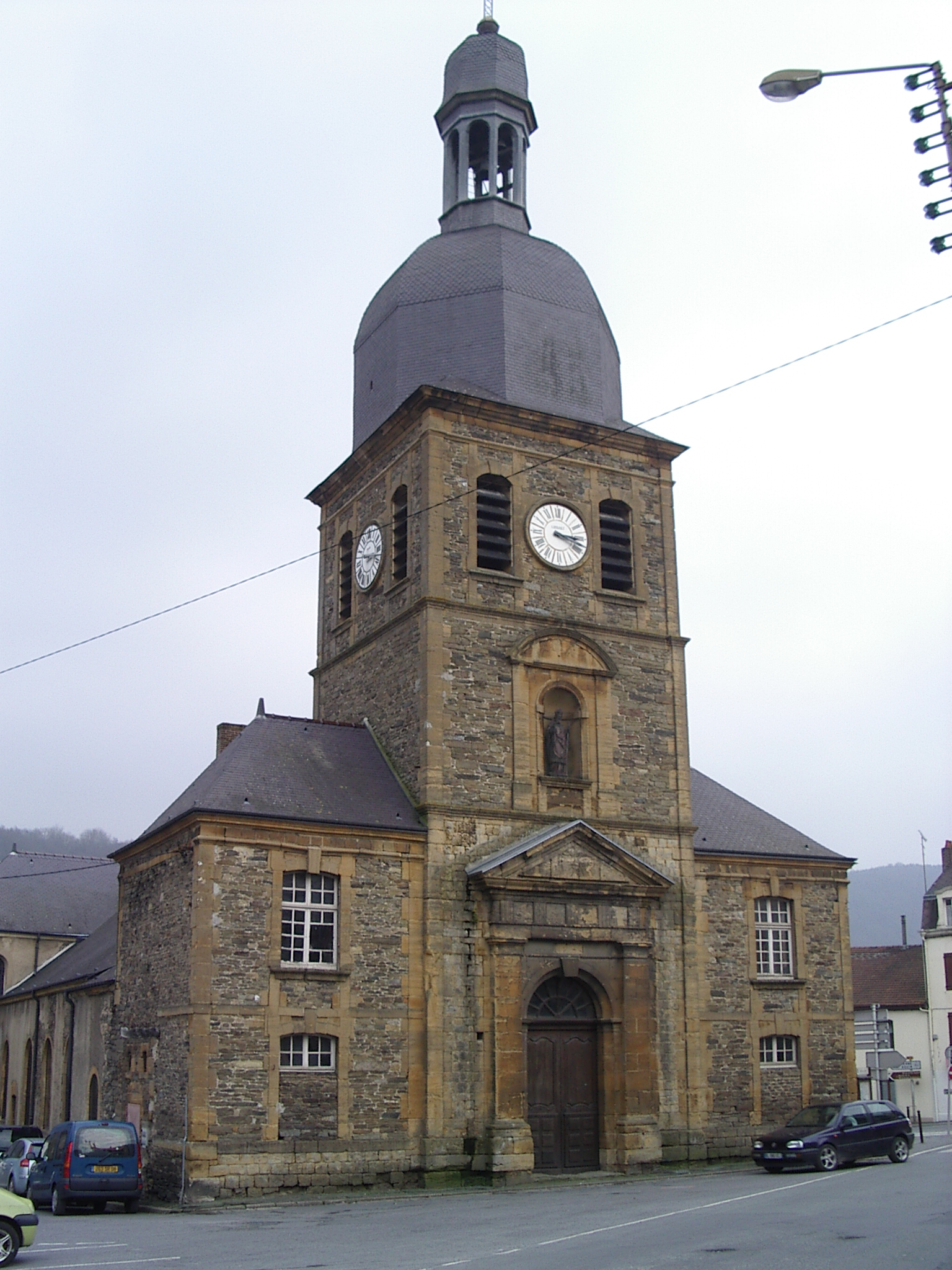
Коллегиальная церковь Сен-Виван-де-Бро
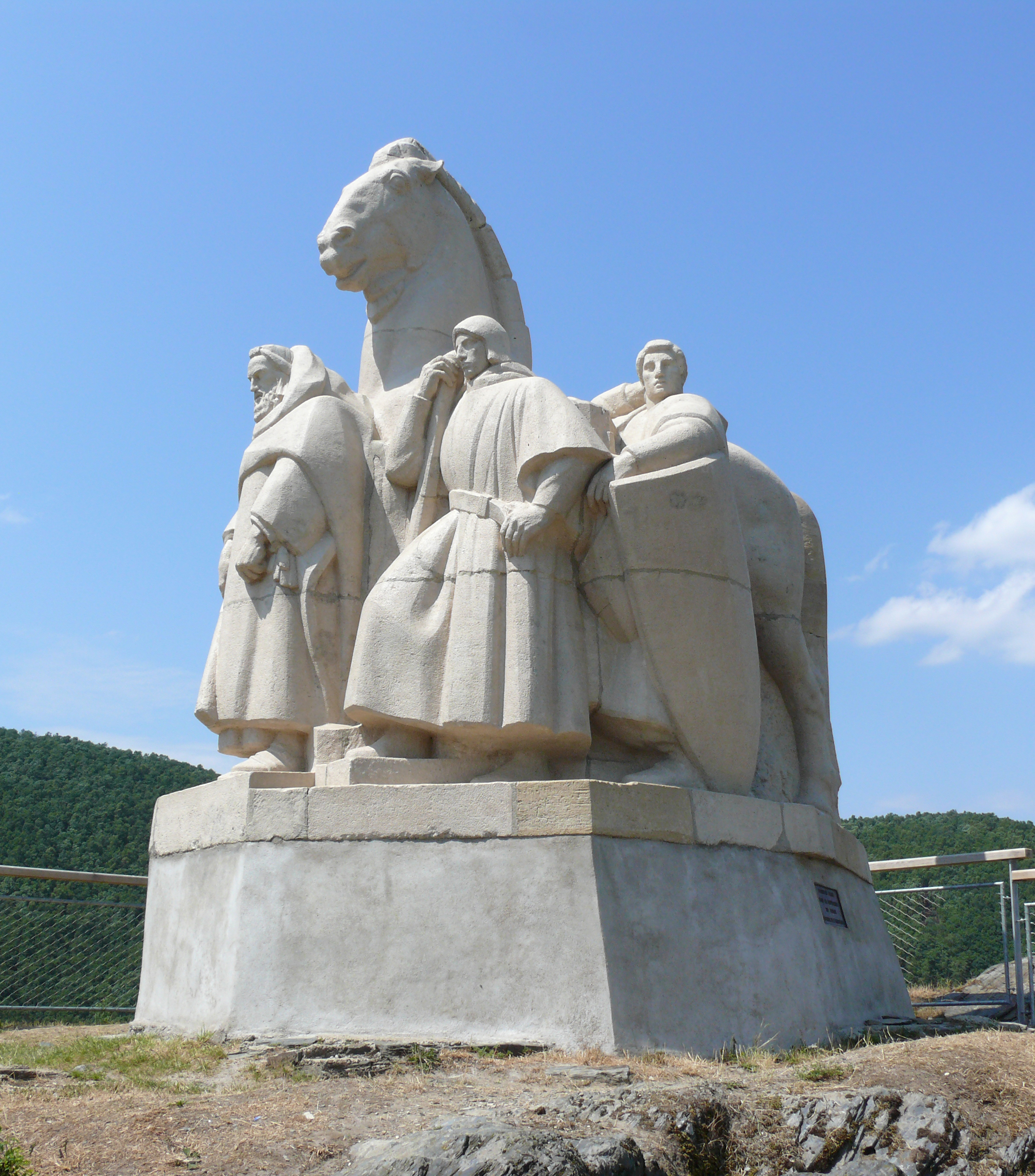
Памятник четверым сыновьям герцога Эмона
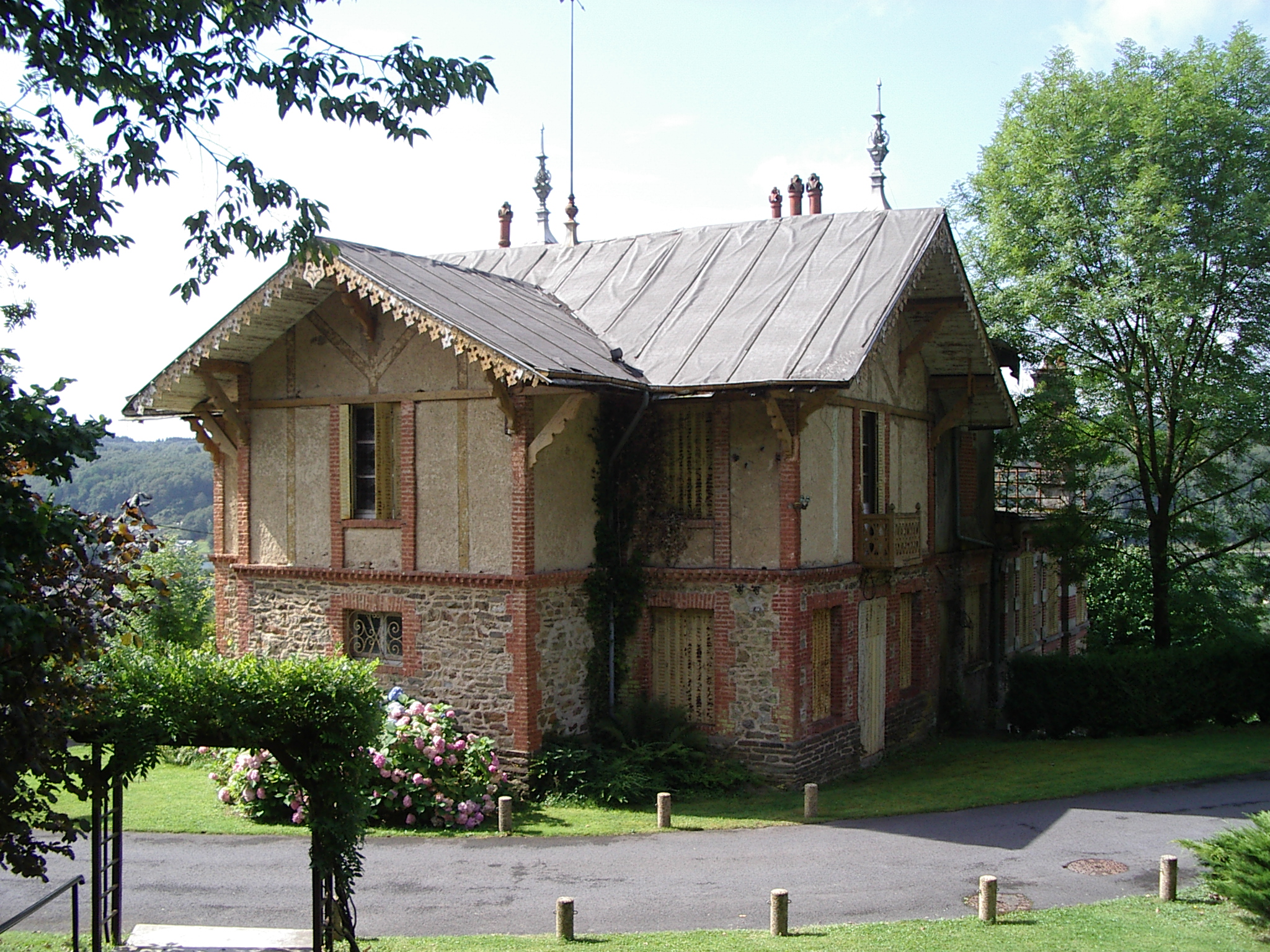
«Замок Маркаде»